# Rue Saint-Éloi (Paris)
Pour les articles homonymes, voir Rue Saint-Éloi.
La rue Saint-Éloi est une ancienne rue de l'ancien 9e arrondissement de Paris, du quartier de la Cité, sur l'île de la Cité et qui a disparu lors de la reconstruction de la préfecture de police de Paris.

## Situation
La rue Saint-Éloi, d'une longueur de 110 mètres, située dans l'ancien 9e arrondissement, quartier de la Cité, commençait aux 23-25, rue de la Vieille-Draperie et finissait aux 20-22, rue de la Calandre. Après le percement de la rue de Constantine, la rue du Marché-aux-Fleurs la prolongeait jusqu'au quai de Seine au nord. L'impasse Saint-Martial y débouchait à l'est.
Juste avant la Révolution française, elle dépendait de la paroisse Saint-Pierre-des-Arcis, sauf les parcelles au débouché avec la rue de la Calandre qui faisaient partie de la paroisse Saint-Germain-le-Vieux. Pendant la Révolution, elle fait partie de la section de la Cité, qui devient le quartier de la Cité lors de la création de l'ancien 9e arrondissement en 1795.
Les numéros de la rue étaient noirs. Le dernier numéro impair était le no 29 et le dernier numéro pair était le no 288.

## Origine du nom
La rue est nommée d'après le monastère Saint-Éloi. Ce dernier est fondé par saint Éloi, orfèvre et trésorier du roi Dagobert, qui demeurait en face du palais de la Cité où fut ouverte cette rue.

## Historique
La rue est ouverte sur une partie du monastère Saint-Éloi. Cette rue tortueuse passait derrière le chevet de l'église.

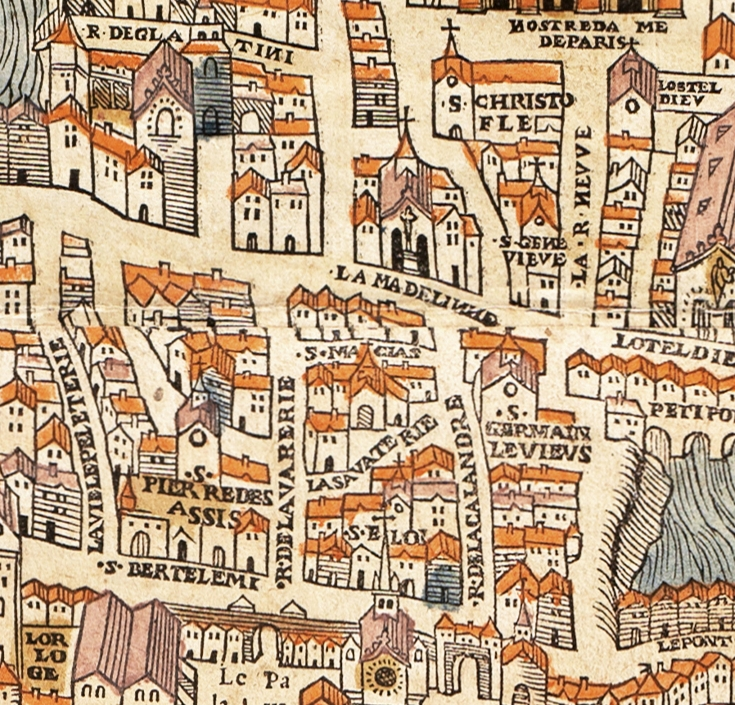
La Savaterie (Truschet et Hoyau)

En 1280, elle est nommée « via Savateria » dans un concordat conclu entre Philippe le Hardi et l'abbaye de Saint-Maur. En 1300, elle est nommée « rue de la Chavaterie » puis, en 1343 et 1367, on la trouve sous les noms de « rue de la Cavaterie », « rue de la Saveterie » et « rue de la Savaterie ».
Elle est citée dans Le Dit des rues de Paris de Guillot de Paris sous la forme « rue de la Chaveterie ».
Il est probable qu'une autre partie de cette rue soit celle qui est citée dans Le Dit des rues de Paris sous la forme « rue de la Ganterie ».
Elle est citée sous le nom de « rue de la Vielle draperie », dans un manuscrit de 1636.
En 1642, la rue de la Savaterie réunissait encore huit cordonniers et quinze savetiers.
C'est sous le nom de « rue de la Savaterie » qu'on la retrouve sur des plans de la première moitié du XVIIIe siècle, comme le plan de Roussel ou le plan de Turgot.
Elle prend au milieu du XVIIIe siècle le nom de « rue de Saint-Éloi » (plans de Jaillot ou d'Edme Verniquet).
Un passage commençant dans la rue donnait accès à l'église Saint-Martial, démolie en 1722.
Lorsqu'elle fut rasée en 1858 la rue avait remplacé de longue date la rue de Glatigny comme « Val d'amour » (lieu de prostitution) dans la Cité. 
Lors du percement de la rue de Constantine, les dernières maisons qui donnaient sur la rue de la Vielle-Draperie sont rasées. La rue est détruite au début des années 1860 pour permettre la construction des bâtiments de la préfecture de police de Paris.